# Epiromeris aelleni
Epiromeris aelleni är en mångfotingart som beskrevs av Pius Strasser 1976. Epiromeris aelleni ingår i släktet Epiromeris och familjen klotdubbelfotingar. Inga underarter finns listade i Catalogue of Life.